# Rosario de Lerma (departement)
Departamento Rosario de Lerma is een departement in de Argentijnse provincie Salta. Het departement (Spaans:  departamento) heeft een oppervlakte van 5.110 km² en telt 33.741 inwoners.

## Plaatsen in departement Rosario de Lerma
- Alfarcito
- Cachiñal
- Campo Quijano
- Chorrillos
- Diego de Almagro
- El Alisal
- El Alisal
- El Rosal
- Gobernador M. Solá
- Incahuasi
- Incamayo
- Ingeniero Maury
- La Silleta
- Las Cuevas
- Maizales
- Meseta
- Puerta Tastil
- Rosario de Lerma
- San Bernardo de Las Zorras
- Santa Rosa de Tastil
- Tacuara
- Villa Angélica